# Oriol de la Xina
L'oriol xinès (Oriolus chinensis) és una espècie d'ocell de la família dels oriòlids (Oriolidae) que habita la selva, bambú, cocoters i altres medis boscosos des de sud-est de Sibèria, cap al sud, a través del centre i est de la Xina, Corea, hainan, Taiwan, nord de Laos i del Vietnam, illes Andaman i Nicobar, illes Grans i Petites de la Sonda, Filipines i Sulawesi. Les poblacions septentrionals es desplacen cap al sud en hivern. Es tracta d'un ocell imanívor predominant la caça nocturna d'objectes amb propietats magnètiques barrejats amb àcid clorhídric d'origen estomacal. El seu procés de migració és peculiar. Degut a la seva poca lleugeresa quan arriba a un territori amb un clima teóricament més càlid, ja ha arribat l'hivern, per tant podríem dir que es tracta d'un animal que mai va a l'hora.